# Чемпионат СССР по шахматам 1929
6-й чемпионат СССР по шахматам проходил с 2 по 20 сентября 1929 года в Одессе.
36 участников, в том числе мастера, а также победители отборочных соревнований в союзных республиках, Москве и Ленинграде. Порядок проведения: 4 предварительные группы (в п/ф допускались шахматисты, занявшие 1-3-е места в предварительных группах), 2 п/ф (в финал допускались шахматисты, занявшие 1—2-е места в п/ф) и финал.
При равном числе очков у двух или более участников лучшие определялись на всех этапах чемпионата с помощью коэффициента Бергера.
Право участия в финале завоевали И. А. Кан, П. Н. Измайлов, Б. М. Верлинский и С. Н. Фрейман. В финале не смог принять участие П. Н. Измайлов. Финальный турнир игрался в 2 круга. Чемпионом страны стал Б. М. Верлинский — 3½ очка из 4. 2-е место занял С. Н. Фрейман — 2 очка, 3-е — И. А. Кан — ½ очка.
По итогам чемпионата Б. М. Верлинскому было присвоено звание гроссмейстера СССР.

## Первая предварительная группа
| № | Участники                 | 1 | 2 | 3 | 4 | 5 | 6 | 7 | 8 | 9 | Очки | Место |
| - | ------------------------- | - | - | - | - | - | - | - | - | - | ---- | ----- |
| 1 | Яков Рохлин               |   | 1 | ½ | ½ | ½ | 0 | ½ | 1 | 1 | 5    | 1—2   |
| 2 | Владислав Силич           | 0 |   | ½ | 1 | 1 | 1 | ½ | 1 | 0 | 5    | 1—2   |
| 3 | Константин Выгодчиков     | ½ | ½ |   | ½ | ½ | 1 | ½ | 0 | 1 | 4½   | 3     |
| 4 | Александр Ильин-Женевский | ½ | 0 | ½ |   | ½ | 1 | ½ | 1 | ½ | 4½   | 4     |
| 5 | Василий Панов             | ½ | 0 | ½ | ½ |   | ½ | 0 | 1 | 1 | 4    | 5     |
| 6 | Вениамин Созин            | 1 | 0 | 0 | 0 | ½ |   | ½ | 1 | ½ | 3½   | 6—7   |
| 7 | Николай Сорокин           | ½ | ½ | ½ | ½ | 1 | ½ |   | 0 | 0 | 3½   | 6—7   |
| 8 | А. Бернштейн              | 0 | 0 | 1 | 0 | 0 | 0 | 1 |   | 1 | 3    | 8—9   |
| 9 | Яков Вильнер              | 0 | 1 | 0 | ½ | 0 | ½ | 1 | 0 |   | 3    | 8—9   |

## Вторая предварительная группа
| № | Участники             | 1 | 2 | 3 | 4 | 5 | 6 | 7 | 8 | 9 | Очки | Место |
| - | --------------------- | - | - | - | - | - | - | - | - | - | ---- | ----- |
| 1 | Михаил Ботвинник      |   | 1 | ½ | 1 | 1 | ½ | 1 | 1 | 1 | 7    | 1     |
| 2 | Сергей Фрейман        | 0 |   | ½ | 1 | 1 | 1 | 1 | 1 | 1 | 6½   | 2     |
| 3 | Всеволод Раузер       | ½ | ½ |   | 0 | 1 | 1 | 1 | 1 | ½ | 5½   | 3     |
| 4 | Абрам Поляк           | 0 | 0 | 1 |   | 1 | 1 | 1 | 1 | ½ | 5½   | 4     |
| 5 | Николай Рюмин         | 0 | 0 | 0 | 0 |   | 1 | 1 | 1 | 1 | 4    | 5     |
| 6 | Владимир Ненароков    | ½ | 0 | 0 | 0 | 0 |   | ½ | 1 | 1 | 3    | 6     |
| 7 | Вячеслав Рагозин      | 0 | 0 | 0 | 0 | 0 | ½ |   | ½ | 1 | 2    | 7     |
| 8 | Сергей Мудров         | 0 | 0 | 0 | 0 | 0 | 0 | ½ |   | 1 | 1½   | 8     |
| 9 | Николай Павлов-Пьянов | 0 | 0 | ½ | ½ | 0 | 0 | 0 | 0 |   | 1    | 9     |

## Третья предварительная группа
| № | Участники          | 1 | 2 | 3 | 4 | 5 | 6 | 7 | 8 | 9 | Очки | Место |
| - | ------------------ | - | - | - | - | - | - | - | - | - | ---- | ----- |
| 1 | Илья Кан           |   | 1 | ½ | ½ | 1 | 1 | ½ | 1 | 1 | 6½   | 1     |
| 2 | Борис Верлинский   | 0 |   | 1 | 1 | ½ | 1 | ½ | ½ | 1 | 5½   | 2—3   |
| 3 | Михаил Макогонов   | ½ | 0 |   | ½ | 1 | ½ | 1 | 1 | 1 | 5½   | 2—3   |
| 4 | Николай Зубарев    | ½ | 0 | ½ |   | 1 | 1 | ½ | 1 | 0 | 4½   | 4     |
| 5 | Виктор Гоглидзе    | 0 | ½ | 0 | 0 |   | ½ | ½ | 1 | 1 | 3½   | 5     |
| 6 | Николай Руднев     | 0 | 0 | ½ | 0 | ½ |   | 1 | 0 | 1 | 3    | 6     |
| 7 | Дмитрий Григоренко | ½ | ½ | 0 | ½ | ½ | 0 |   | ½ | 0 | 2½   | 7-9   |
| 8 | Абрам Модель       | 0 | ½ | 0 | 0 | 0 | 1 | ½ |   | ½ | 2½   | 7—9   |
| 9 | Григорий Равинский | 0 | 0 | 0 | 1 | 0 | 0 | 1 | ½ |   | 2½   | 7—9   |

## Четвертая предварительная группа
| № | Участники          | 1 | 2 | 3 | 4 | 5 | 6 | 7 | 8 | 9 | Очки | Место |
| - | ------------------ | - | - | - | - | - | - | - | - | - | ---- | ----- |
| 1 | Николай Григорьев  |   | ½ | 1 | 0 | 1 | ½ | ½ | 1 | 1 | 5½   | 1—2   |
| 2 | Владимир Макогонов | ½ |   | 0 | 1 | 0 | 1 | 1 | 1 | 1 | 5½   | 1—2   |
| 3 | Пётр Измайлов      | 0 | 1 |   | 1 | ½ | 0 | 1 | ½ | 1 | 5    | 3     |
| 4 | Владимир Кириллов  | 1 | 0 | 0 |   | 1 | 1 | 0 | 1 | 1 | 5    | 4     |
| 5 | Соломон Розенталь  | 0 | 1 | ½ | 0 |   | ½ | 1 | 1 | ½ | 4½   | 5     |
| 6 | Соломон Готгильф   | ½ | 0 | 1 | 0 | ½ |   | ½ | 0 | ½ | 3    | 6—8   |
| 7 | Алексей Селезнёв   | ½ | 0 | 0 | 1 | 0 | ½ |   | ½ | ½ | 3    | 6—8   |
| 8 | Соломон Слоним     | 0 | 0 | ½ | 0 | 0 | 1 | ½ |   | 1 | 3    | 6—8   |
| 9 | Владимир Юрьев     | 0 | 0 | 0 | 0 | ½ | ½ | ½ | 0 |   | 1½   | 9     |

## 1-й полуфинал
| № | Участники             | 1 | 2 | 3 | 4 | 5 | 6 | Очки | Место |
| - | --------------------- | - | - | - | - | - | - | ---- | ----- |
| 1 | Илья Кан              |   | ½ | 1 | ½ | ½ | 1 | 3½   | 1—2   |
| 2 | Пётр Измайлов         | ½ |   | 1 | ½ | 1 | ½ | 3½   | 1—2   |
| 3 | Михаил Ботвинник      | 0 | 0 |   | ½ | 1 | 1 | 2½   | 3—4   |
| 4 | Константин Выгодчиков | ½ | ½ | ½ |   | ½ | ½ | 2½   | 3—4   |
| 5 | Владимир Макогонов    | ½ | 0 | 0 | ½ |   | ½ | 1½   | 5—6   |
| 6 | Владислав Силич       | 0 | ½ | 0 | ½ | ½ |   | 1½   | 5—6   |

### Примечательные партии
|   | a | b | c | d | e | f | g | h |   |
| - | --- | --- | --- | --- | --- | --- | --- | --- | - |
| 8 | a8 чёрная ладья · c8 чёрный слон · d8 чёрный ферзь · f8 чёрная ладья · g8 чёрный король · b7 чёрная пешка · c7 чёрная пешка · d7 чёрная пешка · f7 чёрная пешка · g7 чёрная пешка · h7 чёрная пешка · a6 чёрная пешка · b6 чёрный слон · c6 чёрный конь · f6 чёрный конь · d5 белый конь · e5 чёрная пешка · a4 белая пешка · b4 белая пешка · c4 белый слон · d3 белая пешка · f3 белый конь · c2 белая пешка · f2 белая пешка · g2 белая пешка · h2 белая пешка · a1 белая ладья · c1 белый слон · d1 белый ферзь · f1 белая ладья · g1 белый король | a8 чёрная ладья · c8 чёрный слон · d8 чёрный ферзь · f8 чёрная ладья · g8 чёрный король · b7 чёрная пешка · c7 чёрная пешка · d7 чёрная пешка · f7 чёрная пешка · g7 чёрная пешка · h7 чёрная пешка · a6 чёрная пешка · b6 чёрный слон · c6 чёрный конь · f6 чёрный конь · d5 белый конь · e5 чёрная пешка · a4 белая пешка · b4 белая пешка · c4 белый слон · d3 белая пешка · f3 белый конь · c2 белая пешка · f2 белая пешка · g2 белая пешка · h2 белая пешка · a1 белая ладья · c1 белый слон · d1 белый ферзь · f1 белая ладья · g1 белый король | a8 чёрная ладья · c8 чёрный слон · d8 чёрный ферзь · f8 чёрная ладья · g8 чёрный король · b7 чёрная пешка · c7 чёрная пешка · d7 чёрная пешка · f7 чёрная пешка · g7 чёрная пешка · h7 чёрная пешка · a6 чёрная пешка · b6 чёрный слон · c6 чёрный конь · f6 чёрный конь · d5 белый конь · e5 чёрная пешка · a4 белая пешка · b4 белая пешка · c4 белый слон · d3 белая пешка · f3 белый конь · c2 белая пешка · f2 белая пешка · g2 белая пешка · h2 белая пешка · a1 белая ладья · c1 белый слон · d1 белый ферзь · f1 белая ладья · g1 белый король | a8 чёрная ладья · c8 чёрный слон · d8 чёрный ферзь · f8 чёрная ладья · g8 чёрный король · b7 чёрная пешка · c7 чёрная пешка · d7 чёрная пешка · f7 чёрная пешка · g7 чёрная пешка · h7 чёрная пешка · a6 чёрная пешка · b6 чёрный слон · c6 чёрный конь · f6 чёрный конь · d5 белый конь · e5 чёрная пешка · a4 белая пешка · b4 белая пешка · c4 белый слон · d3 белая пешка · f3 белый конь · c2 белая пешка · f2 белая пешка · g2 белая пешка · h2 белая пешка · a1 белая ладья · c1 белый слон · d1 белый ферзь · f1 белая ладья · g1 белый король | a8 чёрная ладья · c8 чёрный слон · d8 чёрный ферзь · f8 чёрная ладья · g8 чёрный король · b7 чёрная пешка · c7 чёрная пешка · d7 чёрная пешка · f7 чёрная пешка · g7 чёрная пешка · h7 чёрная пешка · a6 чёрная пешка · b6 чёрный слон · c6 чёрный конь · f6 чёрный конь · d5 белый конь · e5 чёрная пешка · a4 белая пешка · b4 белая пешка · c4 белый слон · d3 белая пешка · f3 белый конь · c2 белая пешка · f2 белая пешка · g2 белая пешка · h2 белая пешка · a1 белая ладья · c1 белый слон · d1 белый ферзь · f1 белая ладья · g1 белый король | a8 чёрная ладья · c8 чёрный слон · d8 чёрный ферзь · f8 чёрная ладья · g8 чёрный король · b7 чёрная пешка · c7 чёрная пешка · d7 чёрная пешка · f7 чёрная пешка · g7 чёрная пешка · h7 чёрная пешка · a6 чёрная пешка · b6 чёрный слон · c6 чёрный конь · f6 чёрный конь · d5 белый конь · e5 чёрная пешка · a4 белая пешка · b4 белая пешка · c4 белый слон · d3 белая пешка · f3 белый конь · c2 белая пешка · f2 белая пешка · g2 белая пешка · h2 белая пешка · a1 белая ладья · c1 белый слон · d1 белый ферзь · f1 белая ладья · g1 белый король | a8 чёрная ладья · c8 чёрный слон · d8 чёрный ферзь · f8 чёрная ладья · g8 чёрный король · b7 чёрная пешка · c7 чёрная пешка · d7 чёрная пешка · f7 чёрная пешка · g7 чёрная пешка · h7 чёрная пешка · a6 чёрная пешка · b6 чёрный слон · c6 чёрный конь · f6 чёрный конь · d5 белый конь · e5 чёрная пешка · a4 белая пешка · b4 белая пешка · c4 белый слон · d3 белая пешка · f3 белый конь · c2 белая пешка · f2 белая пешка · g2 белая пешка · h2 белая пешка · a1 белая ладья · c1 белый слон · d1 белый ферзь · f1 белая ладья · g1 белый король | a8 чёрная ладья · c8 чёрный слон · d8 чёрный ферзь · f8 чёрная ладья · g8 чёрный король · b7 чёрная пешка · c7 чёрная пешка · d7 чёрная пешка · f7 чёрная пешка · g7 чёрная пешка · h7 чёрная пешка · a6 чёрная пешка · b6 чёрный слон · c6 чёрный конь · f6 чёрный конь · d5 белый конь · e5 чёрная пешка · a4 белая пешка · b4 белая пешка · c4 белый слон · d3 белая пешка · f3 белый конь · c2 белая пешка · f2 белая пешка · g2 белая пешка · h2 белая пешка · a1 белая ладья · c1 белый слон · d1 белый ферзь · f1 белая ладья · g1 белый король | 8 |
| 7 | a8 чёрная ладья · c8 чёрный слон · d8 чёрный ферзь · f8 чёрная ладья · g8 чёрный король · b7 чёрная пешка · c7 чёрная пешка · d7 чёрная пешка · f7 чёрная пешка · g7 чёрная пешка · h7 чёрная пешка · a6 чёрная пешка · b6 чёрный слон · c6 чёрный конь · f6 чёрный конь · d5 белый конь · e5 чёрная пешка · a4 белая пешка · b4 белая пешка · c4 белый слон · d3 белая пешка · f3 белый конь · c2 белая пешка · f2 белая пешка · g2 белая пешка · h2 белая пешка · a1 белая ладья · c1 белый слон · d1 белый ферзь · f1 белая ладья · g1 белый король | a8 чёрная ладья · c8 чёрный слон · d8 чёрный ферзь · f8 чёрная ладья · g8 чёрный король · b7 чёрная пешка · c7 чёрная пешка · d7 чёрная пешка · f7 чёрная пешка · g7 чёрная пешка · h7 чёрная пешка · a6 чёрная пешка · b6 чёрный слон · c6 чёрный конь · f6 чёрный конь · d5 белый конь · e5 чёрная пешка · a4 белая пешка · b4 белая пешка · c4 белый слон · d3 белая пешка · f3 белый конь · c2 белая пешка · f2 белая пешка · g2 белая пешка · h2 белая пешка · a1 белая ладья · c1 белый слон · d1 белый ферзь · f1 белая ладья · g1 белый король | a8 чёрная ладья · c8 чёрный слон · d8 чёрный ферзь · f8 чёрная ладья · g8 чёрный король · b7 чёрная пешка · c7 чёрная пешка · d7 чёрная пешка · f7 чёрная пешка · g7 чёрная пешка · h7 чёрная пешка · a6 чёрная пешка · b6 чёрный слон · c6 чёрный конь · f6 чёрный конь · d5 белый конь · e5 чёрная пешка · a4 белая пешка · b4 белая пешка · c4 белый слон · d3 белая пешка · f3 белый конь · c2 белая пешка · f2 белая пешка · g2 белая пешка · h2 белая пешка · a1 белая ладья · c1 белый слон · d1 белый ферзь · f1 белая ладья · g1 белый король | a8 чёрная ладья · c8 чёрный слон · d8 чёрный ферзь · f8 чёрная ладья · g8 чёрный король · b7 чёрная пешка · c7 чёрная пешка · d7 чёрная пешка · f7 чёрная пешка · g7 чёрная пешка · h7 чёрная пешка · a6 чёрная пешка · b6 чёрный слон · c6 чёрный конь · f6 чёрный конь · d5 белый конь · e5 чёрная пешка · a4 белая пешка · b4 белая пешка · c4 белый слон · d3 белая пешка · f3 белый конь · c2 белая пешка · f2 белая пешка · g2 белая пешка · h2 белая пешка · a1 белая ладья · c1 белый слон · d1 белый ферзь · f1 белая ладья · g1 белый король | a8 чёрная ладья · c8 чёрный слон · d8 чёрный ферзь · f8 чёрная ладья · g8 чёрный король · b7 чёрная пешка · c7 чёрная пешка · d7 чёрная пешка · f7 чёрная пешка · g7 чёрная пешка · h7 чёрная пешка · a6 чёрная пешка · b6 чёрный слон · c6 чёрный конь · f6 чёрный конь · d5 белый конь · e5 чёрная пешка · a4 белая пешка · b4 белая пешка · c4 белый слон · d3 белая пешка · f3 белый конь · c2 белая пешка · f2 белая пешка · g2 белая пешка · h2 белая пешка · a1 белая ладья · c1 белый слон · d1 белый ферзь · f1 белая ладья · g1 белый король | a8 чёрная ладья · c8 чёрный слон · d8 чёрный ферзь · f8 чёрная ладья · g8 чёрный король · b7 чёрная пешка · c7 чёрная пешка · d7 чёрная пешка · f7 чёрная пешка · g7 чёрная пешка · h7 чёрная пешка · a6 чёрная пешка · b6 чёрный слон · c6 чёрный конь · f6 чёрный конь · d5 белый конь · e5 чёрная пешка · a4 белая пешка · b4 белая пешка · c4 белый слон · d3 белая пешка · f3 белый конь · c2 белая пешка · f2 белая пешка · g2 белая пешка · h2 белая пешка · a1 белая ладья · c1 белый слон · d1 белый ферзь · f1 белая ладья · g1 белый король | a8 чёрная ладья · c8 чёрный слон · d8 чёрный ферзь · f8 чёрная ладья · g8 чёрный король · b7 чёрная пешка · c7 чёрная пешка · d7 чёрная пешка · f7 чёрная пешка · g7 чёрная пешка · h7 чёрная пешка · a6 чёрная пешка · b6 чёрный слон · c6 чёрный конь · f6 чёрный конь · d5 белый конь · e5 чёрная пешка · a4 белая пешка · b4 белая пешка · c4 белый слон · d3 белая пешка · f3 белый конь · c2 белая пешка · f2 белая пешка · g2 белая пешка · h2 белая пешка · a1 белая ладья · c1 белый слон · d1 белый ферзь · f1 белая ладья · g1 белый король | a8 чёрная ладья · c8 чёрный слон · d8 чёрный ферзь · f8 чёрная ладья · g8 чёрный король · b7 чёрная пешка · c7 чёрная пешка · d7 чёрная пешка · f7 чёрная пешка · g7 чёрная пешка · h7 чёрная пешка · a6 чёрная пешка · b6 чёрный слон · c6 чёрный конь · f6 чёрный конь · d5 белый конь · e5 чёрная пешка · a4 белая пешка · b4 белая пешка · c4 белый слон · d3 белая пешка · f3 белый конь · c2 белая пешка · f2 белая пешка · g2 белая пешка · h2 белая пешка · a1 белая ладья · c1 белый слон · d1 белый ферзь · f1 белая ладья · g1 белый король | 7 |
| 6 | a8 чёрная ладья · c8 чёрный слон · d8 чёрный ферзь · f8 чёрная ладья · g8 чёрный король · b7 чёрная пешка · c7 чёрная пешка · d7 чёрная пешка · f7 чёрная пешка · g7 чёрная пешка · h7 чёрная пешка · a6 чёрная пешка · b6 чёрный слон · c6 чёрный конь · f6 чёрный конь · d5 белый конь · e5 чёрная пешка · a4 белая пешка · b4 белая пешка · c4 белый слон · d3 белая пешка · f3 белый конь · c2 белая пешка · f2 белая пешка · g2 белая пешка · h2 белая пешка · a1 белая ладья · c1 белый слон · d1 белый ферзь · f1 белая ладья · g1 белый король | a8 чёрная ладья · c8 чёрный слон · d8 чёрный ферзь · f8 чёрная ладья · g8 чёрный король · b7 чёрная пешка · c7 чёрная пешка · d7 чёрная пешка · f7 чёрная пешка · g7 чёрная пешка · h7 чёрная пешка · a6 чёрная пешка · b6 чёрный слон · c6 чёрный конь · f6 чёрный конь · d5 белый конь · e5 чёрная пешка · a4 белая пешка · b4 белая пешка · c4 белый слон · d3 белая пешка · f3 белый конь · c2 белая пешка · f2 белая пешка · g2 белая пешка · h2 белая пешка · a1 белая ладья · c1 белый слон · d1 белый ферзь · f1 белая ладья · g1 белый король | a8 чёрная ладья · c8 чёрный слон · d8 чёрный ферзь · f8 чёрная ладья · g8 чёрный король · b7 чёрная пешка · c7 чёрная пешка · d7 чёрная пешка · f7 чёрная пешка · g7 чёрная пешка · h7 чёрная пешка · a6 чёрная пешка · b6 чёрный слон · c6 чёрный конь · f6 чёрный конь · d5 белый конь · e5 чёрная пешка · a4 белая пешка · b4 белая пешка · c4 белый слон · d3 белая пешка · f3 белый конь · c2 белая пешка · f2 белая пешка · g2 белая пешка · h2 белая пешка · a1 белая ладья · c1 белый слон · d1 белый ферзь · f1 белая ладья · g1 белый король | a8 чёрная ладья · c8 чёрный слон · d8 чёрный ферзь · f8 чёрная ладья · g8 чёрный король · b7 чёрная пешка · c7 чёрная пешка · d7 чёрная пешка · f7 чёрная пешка · g7 чёрная пешка · h7 чёрная пешка · a6 чёрная пешка · b6 чёрный слон · c6 чёрный конь · f6 чёрный конь · d5 белый конь · e5 чёрная пешка · a4 белая пешка · b4 белая пешка · c4 белый слон · d3 белая пешка · f3 белый конь · c2 белая пешка · f2 белая пешка · g2 белая пешка · h2 белая пешка · a1 белая ладья · c1 белый слон · d1 белый ферзь · f1 белая ладья · g1 белый король | a8 чёрная ладья · c8 чёрный слон · d8 чёрный ферзь · f8 чёрная ладья · g8 чёрный король · b7 чёрная пешка · c7 чёрная пешка · d7 чёрная пешка · f7 чёрная пешка · g7 чёрная пешка · h7 чёрная пешка · a6 чёрная пешка · b6 чёрный слон · c6 чёрный конь · f6 чёрный конь · d5 белый конь · e5 чёрная пешка · a4 белая пешка · b4 белая пешка · c4 белый слон · d3 белая пешка · f3 белый конь · c2 белая пешка · f2 белая пешка · g2 белая пешка · h2 белая пешка · a1 белая ладья · c1 белый слон · d1 белый ферзь · f1 белая ладья · g1 белый король | a8 чёрная ладья · c8 чёрный слон · d8 чёрный ферзь · f8 чёрная ладья · g8 чёрный король · b7 чёрная пешка · c7 чёрная пешка · d7 чёрная пешка · f7 чёрная пешка · g7 чёрная пешка · h7 чёрная пешка · a6 чёрная пешка · b6 чёрный слон · c6 чёрный конь · f6 чёрный конь · d5 белый конь · e5 чёрная пешка · a4 белая пешка · b4 белая пешка · c4 белый слон · d3 белая пешка · f3 белый конь · c2 белая пешка · f2 белая пешка · g2 белая пешка · h2 белая пешка · a1 белая ладья · c1 белый слон · d1 белый ферзь · f1 белая ладья · g1 белый король | a8 чёрная ладья · c8 чёрный слон · d8 чёрный ферзь · f8 чёрная ладья · g8 чёрный король · b7 чёрная пешка · c7 чёрная пешка · d7 чёрная пешка · f7 чёрная пешка · g7 чёрная пешка · h7 чёрная пешка · a6 чёрная пешка · b6 чёрный слон · c6 чёрный конь · f6 чёрный конь · d5 белый конь · e5 чёрная пешка · a4 белая пешка · b4 белая пешка · c4 белый слон · d3 белая пешка · f3 белый конь · c2 белая пешка · f2 белая пешка · g2 белая пешка · h2 белая пешка · a1 белая ладья · c1 белый слон · d1 белый ферзь · f1 белая ладья · g1 белый король | a8 чёрная ладья · c8 чёрный слон · d8 чёрный ферзь · f8 чёрная ладья · g8 чёрный король · b7 чёрная пешка · c7 чёрная пешка · d7 чёрная пешка · f7 чёрная пешка · g7 чёрная пешка · h7 чёрная пешка · a6 чёрная пешка · b6 чёрный слон · c6 чёрный конь · f6 чёрный конь · d5 белый конь · e5 чёрная пешка · a4 белая пешка · b4 белая пешка · c4 белый слон · d3 белая пешка · f3 белый конь · c2 белая пешка · f2 белая пешка · g2 белая пешка · h2 белая пешка · a1 белая ладья · c1 белый слон · d1 белый ферзь · f1 белая ладья · g1 белый король | 6 |
| 5 | a8 чёрная ладья · c8 чёрный слон · d8 чёрный ферзь · f8 чёрная ладья · g8 чёрный король · b7 чёрная пешка · c7 чёрная пешка · d7 чёрная пешка · f7 чёрная пешка · g7 чёрная пешка · h7 чёрная пешка · a6 чёрная пешка · b6 чёрный слон · c6 чёрный конь · f6 чёрный конь · d5 белый конь · e5 чёрная пешка · a4 белая пешка · b4 белая пешка · c4 белый слон · d3 белая пешка · f3 белый конь · c2 белая пешка · f2 белая пешка · g2 белая пешка · h2 белая пешка · a1 белая ладья · c1 белый слон · d1 белый ферзь · f1 белая ладья · g1 белый король | a8 чёрная ладья · c8 чёрный слон · d8 чёрный ферзь · f8 чёрная ладья · g8 чёрный король · b7 чёрная пешка · c7 чёрная пешка · d7 чёрная пешка · f7 чёрная пешка · g7 чёрная пешка · h7 чёрная пешка · a6 чёрная пешка · b6 чёрный слон · c6 чёрный конь · f6 чёрный конь · d5 белый конь · e5 чёрная пешка · a4 белая пешка · b4 белая пешка · c4 белый слон · d3 белая пешка · f3 белый конь · c2 белая пешка · f2 белая пешка · g2 белая пешка · h2 белая пешка · a1 белая ладья · c1 белый слон · d1 белый ферзь · f1 белая ладья · g1 белый король | a8 чёрная ладья · c8 чёрный слон · d8 чёрный ферзь · f8 чёрная ладья · g8 чёрный король · b7 чёрная пешка · c7 чёрная пешка · d7 чёрная пешка · f7 чёрная пешка · g7 чёрная пешка · h7 чёрная пешка · a6 чёрная пешка · b6 чёрный слон · c6 чёрный конь · f6 чёрный конь · d5 белый конь · e5 чёрная пешка · a4 белая пешка · b4 белая пешка · c4 белый слон · d3 белая пешка · f3 белый конь · c2 белая пешка · f2 белая пешка · g2 белая пешка · h2 белая пешка · a1 белая ладья · c1 белый слон · d1 белый ферзь · f1 белая ладья · g1 белый король | a8 чёрная ладья · c8 чёрный слон · d8 чёрный ферзь · f8 чёрная ладья · g8 чёрный король · b7 чёрная пешка · c7 чёрная пешка · d7 чёрная пешка · f7 чёрная пешка · g7 чёрная пешка · h7 чёрная пешка · a6 чёрная пешка · b6 чёрный слон · c6 чёрный конь · f6 чёрный конь · d5 белый конь · e5 чёрная пешка · a4 белая пешка · b4 белая пешка · c4 белый слон · d3 белая пешка · f3 белый конь · c2 белая пешка · f2 белая пешка · g2 белая пешка · h2 белая пешка · a1 белая ладья · c1 белый слон · d1 белый ферзь · f1 белая ладья · g1 белый король | a8 чёрная ладья · c8 чёрный слон · d8 чёрный ферзь · f8 чёрная ладья · g8 чёрный король · b7 чёрная пешка · c7 чёрная пешка · d7 чёрная пешка · f7 чёрная пешка · g7 чёрная пешка · h7 чёрная пешка · a6 чёрная пешка · b6 чёрный слон · c6 чёрный конь · f6 чёрный конь · d5 белый конь · e5 чёрная пешка · a4 белая пешка · b4 белая пешка · c4 белый слон · d3 белая пешка · f3 белый конь · c2 белая пешка · f2 белая пешка · g2 белая пешка · h2 белая пешка · a1 белая ладья · c1 белый слон · d1 белый ферзь · f1 белая ладья · g1 белый король | a8 чёрная ладья · c8 чёрный слон · d8 чёрный ферзь · f8 чёрная ладья · g8 чёрный король · b7 чёрная пешка · c7 чёрная пешка · d7 чёрная пешка · f7 чёрная пешка · g7 чёрная пешка · h7 чёрная пешка · a6 чёрная пешка · b6 чёрный слон · c6 чёрный конь · f6 чёрный конь · d5 белый конь · e5 чёрная пешка · a4 белая пешка · b4 белая пешка · c4 белый слон · d3 белая пешка · f3 белый конь · c2 белая пешка · f2 белая пешка · g2 белая пешка · h2 белая пешка · a1 белая ладья · c1 белый слон · d1 белый ферзь · f1 белая ладья · g1 белый король | a8 чёрная ладья · c8 чёрный слон · d8 чёрный ферзь · f8 чёрная ладья · g8 чёрный король · b7 чёрная пешка · c7 чёрная пешка · d7 чёрная пешка · f7 чёрная пешка · g7 чёрная пешка · h7 чёрная пешка · a6 чёрная пешка · b6 чёрный слон · c6 чёрный конь · f6 чёрный конь · d5 белый конь · e5 чёрная пешка · a4 белая пешка · b4 белая пешка · c4 белый слон · d3 белая пешка · f3 белый конь · c2 белая пешка · f2 белая пешка · g2 белая пешка · h2 белая пешка · a1 белая ладья · c1 белый слон · d1 белый ферзь · f1 белая ладья · g1 белый король | a8 чёрная ладья · c8 чёрный слон · d8 чёрный ферзь · f8 чёрная ладья · g8 чёрный король · b7 чёрная пешка · c7 чёрная пешка · d7 чёрная пешка · f7 чёрная пешка · g7 чёрная пешка · h7 чёрная пешка · a6 чёрная пешка · b6 чёрный слон · c6 чёрный конь · f6 чёрный конь · d5 белый конь · e5 чёрная пешка · a4 белая пешка · b4 белая пешка · c4 белый слон · d3 белая пешка · f3 белый конь · c2 белая пешка · f2 белая пешка · g2 белая пешка · h2 белая пешка · a1 белая ладья · c1 белый слон · d1 белый ферзь · f1 белая ладья · g1 белый король | 5 |
| 4 | a8 чёрная ладья · c8 чёрный слон · d8 чёрный ферзь · f8 чёрная ладья · g8 чёрный король · b7 чёрная пешка · c7 чёрная пешка · d7 чёрная пешка · f7 чёрная пешка · g7 чёрная пешка · h7 чёрная пешка · a6 чёрная пешка · b6 чёрный слон · c6 чёрный конь · f6 чёрный конь · d5 белый конь · e5 чёрная пешка · a4 белая пешка · b4 белая пешка · c4 белый слон · d3 белая пешка · f3 белый конь · c2 белая пешка · f2 белая пешка · g2 белая пешка · h2 белая пешка · a1 белая ладья · c1 белый слон · d1 белый ферзь · f1 белая ладья · g1 белый король | a8 чёрная ладья · c8 чёрный слон · d8 чёрный ферзь · f8 чёрная ладья · g8 чёрный король · b7 чёрная пешка · c7 чёрная пешка · d7 чёрная пешка · f7 чёрная пешка · g7 чёрная пешка · h7 чёрная пешка · a6 чёрная пешка · b6 чёрный слон · c6 чёрный конь · f6 чёрный конь · d5 белый конь · e5 чёрная пешка · a4 белая пешка · b4 белая пешка · c4 белый слон · d3 белая пешка · f3 белый конь · c2 белая пешка · f2 белая пешка · g2 белая пешка · h2 белая пешка · a1 белая ладья · c1 белый слон · d1 белый ферзь · f1 белая ладья · g1 белый король | a8 чёрная ладья · c8 чёрный слон · d8 чёрный ферзь · f8 чёрная ладья · g8 чёрный король · b7 чёрная пешка · c7 чёрная пешка · d7 чёрная пешка · f7 чёрная пешка · g7 чёрная пешка · h7 чёрная пешка · a6 чёрная пешка · b6 чёрный слон · c6 чёрный конь · f6 чёрный конь · d5 белый конь · e5 чёрная пешка · a4 белая пешка · b4 белая пешка · c4 белый слон · d3 белая пешка · f3 белый конь · c2 белая пешка · f2 белая пешка · g2 белая пешка · h2 белая пешка · a1 белая ладья · c1 белый слон · d1 белый ферзь · f1 белая ладья · g1 белый король | a8 чёрная ладья · c8 чёрный слон · d8 чёрный ферзь · f8 чёрная ладья · g8 чёрный король · b7 чёрная пешка · c7 чёрная пешка · d7 чёрная пешка · f7 чёрная пешка · g7 чёрная пешка · h7 чёрная пешка · a6 чёрная пешка · b6 чёрный слон · c6 чёрный конь · f6 чёрный конь · d5 белый конь · e5 чёрная пешка · a4 белая пешка · b4 белая пешка · c4 белый слон · d3 белая пешка · f3 белый конь · c2 белая пешка · f2 белая пешка · g2 белая пешка · h2 белая пешка · a1 белая ладья · c1 белый слон · d1 белый ферзь · f1 белая ладья · g1 белый король | a8 чёрная ладья · c8 чёрный слон · d8 чёрный ферзь · f8 чёрная ладья · g8 чёрный король · b7 чёрная пешка · c7 чёрная пешка · d7 чёрная пешка · f7 чёрная пешка · g7 чёрная пешка · h7 чёрная пешка · a6 чёрная пешка · b6 чёрный слон · c6 чёрный конь · f6 чёрный конь · d5 белый конь · e5 чёрная пешка · a4 белая пешка · b4 белая пешка · c4 белый слон · d3 белая пешка · f3 белый конь · c2 белая пешка · f2 белая пешка · g2 белая пешка · h2 белая пешка · a1 белая ладья · c1 белый слон · d1 белый ферзь · f1 белая ладья · g1 белый король | a8 чёрная ладья · c8 чёрный слон · d8 чёрный ферзь · f8 чёрная ладья · g8 чёрный король · b7 чёрная пешка · c7 чёрная пешка · d7 чёрная пешка · f7 чёрная пешка · g7 чёрная пешка · h7 чёрная пешка · a6 чёрная пешка · b6 чёрный слон · c6 чёрный конь · f6 чёрный конь · d5 белый конь · e5 чёрная пешка · a4 белая пешка · b4 белая пешка · c4 белый слон · d3 белая пешка · f3 белый конь · c2 белая пешка · f2 белая пешка · g2 белая пешка · h2 белая пешка · a1 белая ладья · c1 белый слон · d1 белый ферзь · f1 белая ладья · g1 белый король | a8 чёрная ладья · c8 чёрный слон · d8 чёрный ферзь · f8 чёрная ладья · g8 чёрный король · b7 чёрная пешка · c7 чёрная пешка · d7 чёрная пешка · f7 чёрная пешка · g7 чёрная пешка · h7 чёрная пешка · a6 чёрная пешка · b6 чёрный слон · c6 чёрный конь · f6 чёрный конь · d5 белый конь · e5 чёрная пешка · a4 белая пешка · b4 белая пешка · c4 белый слон · d3 белая пешка · f3 белый конь · c2 белая пешка · f2 белая пешка · g2 белая пешка · h2 белая пешка · a1 белая ладья · c1 белый слон · d1 белый ферзь · f1 белая ладья · g1 белый король | a8 чёрная ладья · c8 чёрный слон · d8 чёрный ферзь · f8 чёрная ладья · g8 чёрный король · b7 чёрная пешка · c7 чёрная пешка · d7 чёрная пешка · f7 чёрная пешка · g7 чёрная пешка · h7 чёрная пешка · a6 чёрная пешка · b6 чёрный слон · c6 чёрный конь · f6 чёрный конь · d5 белый конь · e5 чёрная пешка · a4 белая пешка · b4 белая пешка · c4 белый слон · d3 белая пешка · f3 белый конь · c2 белая пешка · f2 белая пешка · g2 белая пешка · h2 белая пешка · a1 белая ладья · c1 белый слон · d1 белый ферзь · f1 белая ладья · g1 белый король | 4 |
| 3 | a8 чёрная ладья · c8 чёрный слон · d8 чёрный ферзь · f8 чёрная ладья · g8 чёрный король · b7 чёрная пешка · c7 чёрная пешка · d7 чёрная пешка · f7 чёрная пешка · g7 чёрная пешка · h7 чёрная пешка · a6 чёрная пешка · b6 чёрный слон · c6 чёрный конь · f6 чёрный конь · d5 белый конь · e5 чёрная пешка · a4 белая пешка · b4 белая пешка · c4 белый слон · d3 белая пешка · f3 белый конь · c2 белая пешка · f2 белая пешка · g2 белая пешка · h2 белая пешка · a1 белая ладья · c1 белый слон · d1 белый ферзь · f1 белая ладья · g1 белый король | a8 чёрная ладья · c8 чёрный слон · d8 чёрный ферзь · f8 чёрная ладья · g8 чёрный король · b7 чёрная пешка · c7 чёрная пешка · d7 чёрная пешка · f7 чёрная пешка · g7 чёрная пешка · h7 чёрная пешка · a6 чёрная пешка · b6 чёрный слон · c6 чёрный конь · f6 чёрный конь · d5 белый конь · e5 чёрная пешка · a4 белая пешка · b4 белая пешка · c4 белый слон · d3 белая пешка · f3 белый конь · c2 белая пешка · f2 белая пешка · g2 белая пешка · h2 белая пешка · a1 белая ладья · c1 белый слон · d1 белый ферзь · f1 белая ладья · g1 белый король | a8 чёрная ладья · c8 чёрный слон · d8 чёрный ферзь · f8 чёрная ладья · g8 чёрный король · b7 чёрная пешка · c7 чёрная пешка · d7 чёрная пешка · f7 чёрная пешка · g7 чёрная пешка · h7 чёрная пешка · a6 чёрная пешка · b6 чёрный слон · c6 чёрный конь · f6 чёрный конь · d5 белый конь · e5 чёрная пешка · a4 белая пешка · b4 белая пешка · c4 белый слон · d3 белая пешка · f3 белый конь · c2 белая пешка · f2 белая пешка · g2 белая пешка · h2 белая пешка · a1 белая ладья · c1 белый слон · d1 белый ферзь · f1 белая ладья · g1 белый король | a8 чёрная ладья · c8 чёрный слон · d8 чёрный ферзь · f8 чёрная ладья · g8 чёрный король · b7 чёрная пешка · c7 чёрная пешка · d7 чёрная пешка · f7 чёрная пешка · g7 чёрная пешка · h7 чёрная пешка · a6 чёрная пешка · b6 чёрный слон · c6 чёрный конь · f6 чёрный конь · d5 белый конь · e5 чёрная пешка · a4 белая пешка · b4 белая пешка · c4 белый слон · d3 белая пешка · f3 белый конь · c2 белая пешка · f2 белая пешка · g2 белая пешка · h2 белая пешка · a1 белая ладья · c1 белый слон · d1 белый ферзь · f1 белая ладья · g1 белый король | a8 чёрная ладья · c8 чёрный слон · d8 чёрный ферзь · f8 чёрная ладья · g8 чёрный король · b7 чёрная пешка · c7 чёрная пешка · d7 чёрная пешка · f7 чёрная пешка · g7 чёрная пешка · h7 чёрная пешка · a6 чёрная пешка · b6 чёрный слон · c6 чёрный конь · f6 чёрный конь · d5 белый конь · e5 чёрная пешка · a4 белая пешка · b4 белая пешка · c4 белый слон · d3 белая пешка · f3 белый конь · c2 белая пешка · f2 белая пешка · g2 белая пешка · h2 белая пешка · a1 белая ладья · c1 белый слон · d1 белый ферзь · f1 белая ладья · g1 белый король | a8 чёрная ладья · c8 чёрный слон · d8 чёрный ферзь · f8 чёрная ладья · g8 чёрный король · b7 чёрная пешка · c7 чёрная пешка · d7 чёрная пешка · f7 чёрная пешка · g7 чёрная пешка · h7 чёрная пешка · a6 чёрная пешка · b6 чёрный слон · c6 чёрный конь · f6 чёрный конь · d5 белый конь · e5 чёрная пешка · a4 белая пешка · b4 белая пешка · c4 белый слон · d3 белая пешка · f3 белый конь · c2 белая пешка · f2 белая пешка · g2 белая пешка · h2 белая пешка · a1 белая ладья · c1 белый слон · d1 белый ферзь · f1 белая ладья · g1 белый король | a8 чёрная ладья · c8 чёрный слон · d8 чёрный ферзь · f8 чёрная ладья · g8 чёрный король · b7 чёрная пешка · c7 чёрная пешка · d7 чёрная пешка · f7 чёрная пешка · g7 чёрная пешка · h7 чёрная пешка · a6 чёрная пешка · b6 чёрный слон · c6 чёрный конь · f6 чёрный конь · d5 белый конь · e5 чёрная пешка · a4 белая пешка · b4 белая пешка · c4 белый слон · d3 белая пешка · f3 белый конь · c2 белая пешка · f2 белая пешка · g2 белая пешка · h2 белая пешка · a1 белая ладья · c1 белый слон · d1 белый ферзь · f1 белая ладья · g1 белый король | a8 чёрная ладья · c8 чёрный слон · d8 чёрный ферзь · f8 чёрная ладья · g8 чёрный король · b7 чёрная пешка · c7 чёрная пешка · d7 чёрная пешка · f7 чёрная пешка · g7 чёрная пешка · h7 чёрная пешка · a6 чёрная пешка · b6 чёрный слон · c6 чёрный конь · f6 чёрный конь · d5 белый конь · e5 чёрная пешка · a4 белая пешка · b4 белая пешка · c4 белый слон · d3 белая пешка · f3 белый конь · c2 белая пешка · f2 белая пешка · g2 белая пешка · h2 белая пешка · a1 белая ладья · c1 белый слон · d1 белый ферзь · f1 белая ладья · g1 белый король | 3 |
| 2 | a8 чёрная ладья · c8 чёрный слон · d8 чёрный ферзь · f8 чёрная ладья · g8 чёрный король · b7 чёрная пешка · c7 чёрная пешка · d7 чёрная пешка · f7 чёрная пешка · g7 чёрная пешка · h7 чёрная пешка · a6 чёрная пешка · b6 чёрный слон · c6 чёрный конь · f6 чёрный конь · d5 белый конь · e5 чёрная пешка · a4 белая пешка · b4 белая пешка · c4 белый слон · d3 белая пешка · f3 белый конь · c2 белая пешка · f2 белая пешка · g2 белая пешка · h2 белая пешка · a1 белая ладья · c1 белый слон · d1 белый ферзь · f1 белая ладья · g1 белый король | a8 чёрная ладья · c8 чёрный слон · d8 чёрный ферзь · f8 чёрная ладья · g8 чёрный король · b7 чёрная пешка · c7 чёрная пешка · d7 чёрная пешка · f7 чёрная пешка · g7 чёрная пешка · h7 чёрная пешка · a6 чёрная пешка · b6 чёрный слон · c6 чёрный конь · f6 чёрный конь · d5 белый конь · e5 чёрная пешка · a4 белая пешка · b4 белая пешка · c4 белый слон · d3 белая пешка · f3 белый конь · c2 белая пешка · f2 белая пешка · g2 белая пешка · h2 белая пешка · a1 белая ладья · c1 белый слон · d1 белый ферзь · f1 белая ладья · g1 белый король | a8 чёрная ладья · c8 чёрный слон · d8 чёрный ферзь · f8 чёрная ладья · g8 чёрный король · b7 чёрная пешка · c7 чёрная пешка · d7 чёрная пешка · f7 чёрная пешка · g7 чёрная пешка · h7 чёрная пешка · a6 чёрная пешка · b6 чёрный слон · c6 чёрный конь · f6 чёрный конь · d5 белый конь · e5 чёрная пешка · a4 белая пешка · b4 белая пешка · c4 белый слон · d3 белая пешка · f3 белый конь · c2 белая пешка · f2 белая пешка · g2 белая пешка · h2 белая пешка · a1 белая ладья · c1 белый слон · d1 белый ферзь · f1 белая ладья · g1 белый король | a8 чёрная ладья · c8 чёрный слон · d8 чёрный ферзь · f8 чёрная ладья · g8 чёрный король · b7 чёрная пешка · c7 чёрная пешка · d7 чёрная пешка · f7 чёрная пешка · g7 чёрная пешка · h7 чёрная пешка · a6 чёрная пешка · b6 чёрный слон · c6 чёрный конь · f6 чёрный конь · d5 белый конь · e5 чёрная пешка · a4 белая пешка · b4 белая пешка · c4 белый слон · d3 белая пешка · f3 белый конь · c2 белая пешка · f2 белая пешка · g2 белая пешка · h2 белая пешка · a1 белая ладья · c1 белый слон · d1 белый ферзь · f1 белая ладья · g1 белый король | a8 чёрная ладья · c8 чёрный слон · d8 чёрный ферзь · f8 чёрная ладья · g8 чёрный король · b7 чёрная пешка · c7 чёрная пешка · d7 чёрная пешка · f7 чёрная пешка · g7 чёрная пешка · h7 чёрная пешка · a6 чёрная пешка · b6 чёрный слон · c6 чёрный конь · f6 чёрный конь · d5 белый конь · e5 чёрная пешка · a4 белая пешка · b4 белая пешка · c4 белый слон · d3 белая пешка · f3 белый конь · c2 белая пешка · f2 белая пешка · g2 белая пешка · h2 белая пешка · a1 белая ладья · c1 белый слон · d1 белый ферзь · f1 белая ладья · g1 белый король | a8 чёрная ладья · c8 чёрный слон · d8 чёрный ферзь · f8 чёрная ладья · g8 чёрный король · b7 чёрная пешка · c7 чёрная пешка · d7 чёрная пешка · f7 чёрная пешка · g7 чёрная пешка · h7 чёрная пешка · a6 чёрная пешка · b6 чёрный слон · c6 чёрный конь · f6 чёрный конь · d5 белый конь · e5 чёрная пешка · a4 белая пешка · b4 белая пешка · c4 белый слон · d3 белая пешка · f3 белый конь · c2 белая пешка · f2 белая пешка · g2 белая пешка · h2 белая пешка · a1 белая ладья · c1 белый слон · d1 белый ферзь · f1 белая ладья · g1 белый король | a8 чёрная ладья · c8 чёрный слон · d8 чёрный ферзь · f8 чёрная ладья · g8 чёрный король · b7 чёрная пешка · c7 чёрная пешка · d7 чёрная пешка · f7 чёрная пешка · g7 чёрная пешка · h7 чёрная пешка · a6 чёрная пешка · b6 чёрный слон · c6 чёрный конь · f6 чёрный конь · d5 белый конь · e5 чёрная пешка · a4 белая пешка · b4 белая пешка · c4 белый слон · d3 белая пешка · f3 белый конь · c2 белая пешка · f2 белая пешка · g2 белая пешка · h2 белая пешка · a1 белая ладья · c1 белый слон · d1 белый ферзь · f1 белая ладья · g1 белый король | a8 чёрная ладья · c8 чёрный слон · d8 чёрный ферзь · f8 чёрная ладья · g8 чёрный король · b7 чёрная пешка · c7 чёрная пешка · d7 чёрная пешка · f7 чёрная пешка · g7 чёрная пешка · h7 чёрная пешка · a6 чёрная пешка · b6 чёрный слон · c6 чёрный конь · f6 чёрный конь · d5 белый конь · e5 чёрная пешка · a4 белая пешка · b4 белая пешка · c4 белый слон · d3 белая пешка · f3 белый конь · c2 белая пешка · f2 белая пешка · g2 белая пешка · h2 белая пешка · a1 белая ладья · c1 белый слон · d1 белый ферзь · f1 белая ладья · g1 белый король | 2 |
| 1 | a8 чёрная ладья · c8 чёрный слон · d8 чёрный ферзь · f8 чёрная ладья · g8 чёрный король · b7 чёрная пешка · c7 чёрная пешка · d7 чёрная пешка · f7 чёрная пешка · g7 чёрная пешка · h7 чёрная пешка · a6 чёрная пешка · b6 чёрный слон · c6 чёрный конь · f6 чёрный конь · d5 белый конь · e5 чёрная пешка · a4 белая пешка · b4 белая пешка · c4 белый слон · d3 белая пешка · f3 белый конь · c2 белая пешка · f2 белая пешка · g2 белая пешка · h2 белая пешка · a1 белая ладья · c1 белый слон · d1 белый ферзь · f1 белая ладья · g1 белый король | a8 чёрная ладья · c8 чёрный слон · d8 чёрный ферзь · f8 чёрная ладья · g8 чёрный король · b7 чёрная пешка · c7 чёрная пешка · d7 чёрная пешка · f7 чёрная пешка · g7 чёрная пешка · h7 чёрная пешка · a6 чёрная пешка · b6 чёрный слон · c6 чёрный конь · f6 чёрный конь · d5 белый конь · e5 чёрная пешка · a4 белая пешка · b4 белая пешка · c4 белый слон · d3 белая пешка · f3 белый конь · c2 белая пешка · f2 белая пешка · g2 белая пешка · h2 белая пешка · a1 белая ладья · c1 белый слон · d1 белый ферзь · f1 белая ладья · g1 белый король | a8 чёрная ладья · c8 чёрный слон · d8 чёрный ферзь · f8 чёрная ладья · g8 чёрный король · b7 чёрная пешка · c7 чёрная пешка · d7 чёрная пешка · f7 чёрная пешка · g7 чёрная пешка · h7 чёрная пешка · a6 чёрная пешка · b6 чёрный слон · c6 чёрный конь · f6 чёрный конь · d5 белый конь · e5 чёрная пешка · a4 белая пешка · b4 белая пешка · c4 белый слон · d3 белая пешка · f3 белый конь · c2 белая пешка · f2 белая пешка · g2 белая пешка · h2 белая пешка · a1 белая ладья · c1 белый слон · d1 белый ферзь · f1 белая ладья · g1 белый король | a8 чёрная ладья · c8 чёрный слон · d8 чёрный ферзь · f8 чёрная ладья · g8 чёрный король · b7 чёрная пешка · c7 чёрная пешка · d7 чёрная пешка · f7 чёрная пешка · g7 чёрная пешка · h7 чёрная пешка · a6 чёрная пешка · b6 чёрный слон · c6 чёрный конь · f6 чёрный конь · d5 белый конь · e5 чёрная пешка · a4 белая пешка · b4 белая пешка · c4 белый слон · d3 белая пешка · f3 белый конь · c2 белая пешка · f2 белая пешка · g2 белая пешка · h2 белая пешка · a1 белая ладья · c1 белый слон · d1 белый ферзь · f1 белая ладья · g1 белый король | a8 чёрная ладья · c8 чёрный слон · d8 чёрный ферзь · f8 чёрная ладья · g8 чёрный король · b7 чёрная пешка · c7 чёрная пешка · d7 чёрная пешка · f7 чёрная пешка · g7 чёрная пешка · h7 чёрная пешка · a6 чёрная пешка · b6 чёрный слон · c6 чёрный конь · f6 чёрный конь · d5 белый конь · e5 чёрная пешка · a4 белая пешка · b4 белая пешка · c4 белый слон · d3 белая пешка · f3 белый конь · c2 белая пешка · f2 белая пешка · g2 белая пешка · h2 белая пешка · a1 белая ладья · c1 белый слон · d1 белый ферзь · f1 белая ладья · g1 белый король | a8 чёрная ладья · c8 чёрный слон · d8 чёрный ферзь · f8 чёрная ладья · g8 чёрный король · b7 чёрная пешка · c7 чёрная пешка · d7 чёрная пешка · f7 чёрная пешка · g7 чёрная пешка · h7 чёрная пешка · a6 чёрная пешка · b6 чёрный слон · c6 чёрный конь · f6 чёрный конь · d5 белый конь · e5 чёрная пешка · a4 белая пешка · b4 белая пешка · c4 белый слон · d3 белая пешка · f3 белый конь · c2 белая пешка · f2 белая пешка · g2 белая пешка · h2 белая пешка · a1 белая ладья · c1 белый слон · d1 белый ферзь · f1 белая ладья · g1 белый король | a8 чёрная ладья · c8 чёрный слон · d8 чёрный ферзь · f8 чёрная ладья · g8 чёрный король · b7 чёрная пешка · c7 чёрная пешка · d7 чёрная пешка · f7 чёрная пешка · g7 чёрная пешка · h7 чёрная пешка · a6 чёрная пешка · b6 чёрный слон · c6 чёрный конь · f6 чёрный конь · d5 белый конь · e5 чёрная пешка · a4 белая пешка · b4 белая пешка · c4 белый слон · d3 белая пешка · f3 белый конь · c2 белая пешка · f2 белая пешка · g2 белая пешка · h2 белая пешка · a1 белая ладья · c1 белый слон · d1 белый ферзь · f1 белая ладья · g1 белый король | a8 чёрная ладья · c8 чёрный слон · d8 чёрный ферзь · f8 чёрная ладья · g8 чёрный король · b7 чёрная пешка · c7 чёрная пешка · d7 чёрная пешка · f7 чёрная пешка · g7 чёрная пешка · h7 чёрная пешка · a6 чёрная пешка · b6 чёрный слон · c6 чёрный конь · f6 чёрный конь · d5 белый конь · e5 чёрная пешка · a4 белая пешка · b4 белая пешка · c4 белый слон · d3 белая пешка · f3 белый конь · c2 белая пешка · f2 белая пешка · g2 белая пешка · h2 белая пешка · a1 белая ладья · c1 белый слон · d1 белый ферзь · f1 белая ладья · g1 белый король | 1 |
|   | a | b | c | d | e | f | g | h |   |

1.е4 е5 2.Kf3 Кc6 3.Сс4 Сс5 4.b4 Сb6 5.а4 а6 6.Кс3 Kf6 7.Kd5 К:е4 8.0—0 0—0 9.d3 Kf6 (См. диаграмму) 10.Cg5 d6 11.Kd2 Cg4 12.С:f6 Фс8 13.К:b6 cb 14.f3 и через несколько ходов чёрные сдались.

## 2-й полуфинал
| № | Участники         | 1 | 2 | 3 | 4 | 5 | 6 | Очки | Место |
| - | ----------------- | - | - | - | - | - | - | ---- | ----- |
| 1 | Борис Верлинский  |   | 0 | 1 | 1 | 1 | 1 | 4    | 1—2   |
| 2 | Сергей Фрейман    | 1 |   | 0 | 1 | 1 | 1 | 4    | 1—2   |
| 3 | Всеволод Раузер   | 0 | 1 |   | 1 | 0 | 1 | 3    | 3     |
| 4 | Николай Григорьев | 0 | 0 | 0 |   | 1 | ½ | 1½   | 4—5   |
| 5 | Михаил Макогонов  | 0 | 0 | 1 | 0 |   | ½ | 1½   | 4—5   |
| 6 | Яков Рохлин       | 0 | 0 | 0 | ½ | ½ |   | 1    | 6     |

## Финал
| 1 | Борис Верлинский |       |       | 1     | 1     | 1     | ½     | 3½    | 1     |       |       |
| 2 | Сергей Фрейман   | 0     | 0     |       |       | 1     | 1     | 2     | 2     |       |       |
| 3 | Илья Кан         | 0     | ½     | 0     | 0     |       |       | ½     | 3     |       |       |
| 4 | Пётр Измайлов    | выбыл | выбыл | выбыл | выбыл | выбыл | выбыл | выбыл | выбыл | выбыл | выбыл |